# Project Blowed
Project Blowed ist ein amerikanisches Independent-Label für Hip-Hop-Musik, das aus einem Zusammenschluss aus Hip-Hop-Künstlern, vor allem Freestyle-Rappern und MCs aus Los Angeles, Kalifornien, entstanden ist. Es gilt als Zentrum des Independent-Westcoast-Hip-Hop.
Ursprünglich soll das Project Blowed (noch ohne seinen späteren Namen) in einem kleinen Lebensmittelladen im Norden von Los Angeles eine Plattform für aufstrebende Rapper und MCs aus der Gegend gewesen sein.
Jeden Donnerstagabend traf sich die lokale Hip-Hop-Szene zum Austausch, Battle und einfacher Zelebrierung ihrer Kultur, abseits von Major-Labels, The Source und MTV. Nach dem Umzug in den Süden der Stadt bekam das Project Blowed seinen Namen und wurde ein Label für Rap-Musik. Es versteht sich als Organisation, die sich der Hip-Hop-Kultur mit ihren vier Elementen (Graffiti, Rap, DJing, B-Boying) verschrieben hat und diese auch durch ihre Arbeit repräsentieren will.
Zu den bekanntesten Künstlern zählen unter anderem Aceyalone, Busdriver, Abstract Rude, Medusa oder Planet Asia.